# Dornier Do 19
Dornier Do 19 je bil težki štirimotorni propelerski bombnik, ki je prvič poletel 28. oktobra 1936. Zgradili so 3 prototipe, samo eden od njih je poletel. Kasneje je bil predelan v transportno letalo, ostala dva pa so razrezali. 
Bombnik so razvili, ker nemške letalske sile Luftwaffe niso imele strateškega bombnika z dolgim dosegom. Velik proponent bombnika je bil Walther Wever, zato so odločili za razvoj Do 19 kot del programa Ural bomber. Wever je potem umrl v letalski nesreči, njegov naslednik Albert Kesselring pa je preklical nemške projekte bombnikov z dolgim dosegom in se namesto njih osredotočil na taktične bombnike. 
Do 19 v praksi ni bil uspešen, bil je počasen, imel je samo 1600 kg bojni tovor in samo srednji dolet. 

## Specifikacije (Do 19 V2)
Splošne karakteristike
- Posadka: 10: pilot, kopilot, navigator, bombardir, radio operater in pet operaterjev strojnic
- Dolžina: 25,4 m (83 ft 6 in)
- Razpon kril: 35,00 m (114 ft 10 in)
- Višina: 5,77 m (19 ft)
- Površina kril: 162 m² (1744 ft²)
- Teža praznega letala: 11865 kg (26158 lb)
- Naložena teža: 18500 kg (40785 lb)
- Pogon letala: 4 ×  BMW 132F zvezdasti motor, 604 kW (810 KM)  vsak

 Zmogljivost 
- Maks. hitrost: 315 km/h (196 mph)
- Doseg: 1600 km (994 milj)
- Višina leta: 5600 m (18370 ft)
- Obremenitev kril: 114 kg/m² (23 lb/ft²)
- Razmerje moč/teža: 0,13 kW/kg (0,08 KM/lb)

Oborožitev

- 1 × 7.92 mm (.312 in) MG 15 machine gun strojnica v nosu
- 1 × 7.92 mm (.312 in) MG 15 strojnica v repu
- 1 × 20 mm avtomatski top v zadnjem delu
- 1 × 20 mm avtomatski top v spodnjem delu
- 16 × 100 kg (220 lb) bomb